# Zhoř (Jihlavai járás)
Zhoř település Csehországban, a Jihlavai járásban. Zhoř Jamné, Dobroutov, Arnolec, Rybné, Nadějov és Stáj településekkel határos. Lakosainak száma 481 fő (2024. január 1.).

## Népesség
A település lakosságának változását az alábbi diagram mutatja:
| Lakosok száma | 368  | 386  | 369  | 369  | 350  | 385  | 449  | 460  | 455  | 481  |
|               | 1869 | 1890 | 1921 | 1950 | 1980 | 2001 | 2017 | 2019 | 2022 | 2024 |